# Catharina Rinzema
Catharina Rinzema, née le 4 juillet 1985 à Soest (province d'Utrecht), est une femme politique néerlandaise, membre du Parti populaire pour la liberté et la démocratie (VVD). Elle est députée européenne de 2022 à 2024.

## Biographie

### Formation
Elle fait ses études à l'université de Leyde.

### Carrière professionnelle
En 2011, elle fait un stage dans les affaires publiques de l'ambassade des Pays-Bas en Turquie.
Entre 2011 et 2012, elle est associée responsable des réseaux sociaux pour Google,. 
Entre 2012 et 2013, elle travaille au think-tank De Balie à Amsterdam,. 
De 2013 à 2016, elle travaille aussi comme conseillère politique à la Seconde Chambre des États généraux (chambre basse du Parlement néerlandais). Pendant la même période, elle est membre conseil d'administration du centre de presse Nieuwspoort.
De 2015 à 2019, elle est membre du Conseil de la Croix-Rouge des Pays-Bas.
De 2016 à 2021, elle est gestionnaire de projet de la fondation Lezen en Schrijven. Elle a été chargée de projets et de campagnes autour de l'alphabétisation, des compétences de base, des bibliothèques et des objectifs du développement durable. Elle a collaboré avec l'UNESCO, l'OCDE et les institutions européennes.
Elle travaille chez ABN AMRO de février 2021 à 2022.

### Politique
Lors des élections européennes de 2019, elle est sixième sur la liste du VVD. De ce fait, elle n'est pas élue directement. Le 18 janvier 2022, à la suite du départ de Liesje Schreinemacher pour le cabinet Rutte IV, elle devient membre du Parlement européen et rejoint Renew Europe.
Elle rejoint la commission du commerce international, la délégation pour les relations avec le Royaume-Uni, et la délégation pour les relations avec les États-Unis. Elle est membre suppléante de la commission commission du marché intérieur et de la protection des consommateurs, de la commission spéciale sur l'intelligence artificielle à l'ère du numérique et de la délégation pour les relations avec le Japon.

## Vie privée
En plus du néerlandais, elle parle anglais, allemand et français,. 